# Случевский, Капитон Константинович
Капито́н Константи́нович Случе́вский (19 января 1843 — 14 марта 1906) — русский инженер-генерал (1906), участник русско-турецкой войны 1877—1878 годов и русско-японской войны 1904—1905 годов, военный писатель.
Происходил из дворян Санкт-Петербургской губернии. Сын полковника, затем тайного советника, вице-директора Департамента внешней торговли Министерства финансов Константина Афанасьевича Случевского 2-го, брат поэта Константина Константиновича Случевского и профессора уголовного права, сенатора Владимира Константиновича Случевского.

## Служба
Закончил Николаевское инженерное училище (1859) и Николаевскую инженерную академию. 
С 1876 года — флигель-адъютант, с 27.03.1877 года — полковник. Командир Гренадерского сапёрного батальона (22.06.1877 — 19.06.1883). С 19.07.1883 года по 17.09.1889 год — командир лейб-гвардии Сапёрного батальона. Генерал-майор (30.08.1886). C 1889 года — начальник 1-й сапёрной бригады. Генерал-лейтенант (14.05.1896). Командир 10-го армейского корпуса (15.09.1901-30.10.1904). С 1904 года — в распоряжении главнокомандующего силами, действующими против Японии. Инженер-генерал (03.01.1906, с увольнением в отставку). С марта 1905 года — член Военного Совета и Совета Государственной Обороны.

## Награды
- Орден Святого Станислава 3-й степени (1868)

- Орден Святой Анны 3-й степени (1871)

- Орден Святого Станислава 2-й степени (1873)

- Орден Святого Владимира 4-й степени (1879)

- Орден Святой Анны 2-й степени (1882)

- Орден Святого Владимира 3-й степени (1885)

- Орден Святого Станислава 1-й степени (1889)

- Орден Святой Анны 1-й степени (1893)

- Орден Святого Владимира 2-й степени (1899)

- Орден Белого орла с мечами (26.11.1904)

- Орден Святого Александра Невского с мечами (22.06.1905)

## Семья
Жена – Случевская (Алексеева) Анастасия Прокофьевна (1848 – 1914). 
Дети и внуки: 
- Случевская (в замуж. Загорская) Ольга Капитоновна (09.01.1874, Санкт-Петербург—1937, Орёл, арестована, осуждена на 8 лет)[2]. Муж (развелись) — Загорский Леонид Клементьевич[3].
  - Дочь — Ирина Леонидовна Загорская, в замуж. Олив (род. 1911).
- Случевская (в замуж. Дылевская) Лидия Капитоновна (17.09.1875—после 1970). Муж — Сергей Николаевич Дылевский[4] (1876 – после 1922), участник Первой мировой войны и Белого движения. Эмигрировали из Советской России. 
  - Сын — Борис Сергеевич Дылевский (род. 1904)
- Случевская (в замуж. Полянская) Ксения Капитоновна (27.07.1877—1954). Муж — Иван Иванович Полянский (1872–1930), биолог.  
  - Сыновья: Владимир Иванович Полянский (1907—1959) — ботаник, биолог, профессор, заведующий музеем Ботанического института АН СССР и Юрий Иванович Полянский, биолог, протозоолог, член-корреспондент АН СССР, Герой Социалистического Труда[5].
- Случевская (в замуж. Городкова) Нина Капитоновна (07.06.1879—1945). Муж — Сергей Григорьевич Городков (1881–1941).
- Случевский Капитон Капитонович (26.01.1881—24.07.1953 Франция), участник Русско-японской, Первой мировой и Гражданской войн. В 1919 году вступил в ряды Добровольческой Армии. Начальник штаба запасных частей конницы ВСЮР. Во время службы в Добровольческой Армии познакомился с П.Н.Красновым, дружба с которым будет продолжаться всю жизнь. Покинул Россию в начале 1920 года. Жил в КСХС, затем во Франции. К.К.Случевский вместе со своим сослуживцем полковником Владимиром Григорьевичем Ковалевским (1876 –1958) был инициатором создания Музея 18-го Нежинского гусарского полка в Париже. Жена — Нина Евгеньевна, урожд. Леер (1882–1971), сын Владимир ум. в раннем детстве.
- Случевская (в замуж. Бартенева) Александра Капитоновна (1885—02.1942, умерла в блокадном Ленинграде). Муж — Александр Николаевич Бартенев (1878–20.12.1937), военный, артиллерист, участник Русско-японской войны. Репрессирован[6][7].
  - Сын — Игорь Александрович Бартенев — художник, искусствовед, историк архитектуры, член-корреспондент Академии художеств СССР[8].
- Случевский Константин, ум в раннем детстве.
- Случевская Евгения Капитоновна

## Сочинения
- Об обучении стрельбе в прусской армии // Военный сборник, 1876, №4
- О внутреннем порядке, соблюдаемом в германской армии // Военный сборник, 1876, №1
- Полевая мортира по отношению к военно-инженерному делу // Военный сборник, 1885, №7
- О крепостной войне // Военный сборник, 1889, №6
- Об основных положениях долговременной фортификации // Военный сборник, 1887, №2-4
- История Лейб-гвардии Саперного батальона 1812-1876 с кратким обзором участия Лейб-гвардии Саперного батальона в Русско-турецкой войне 1877-1878. — СПб. : Тип. 2-го отд-ния Собств. е. и. в. канцелярии, 1879